# Neoscona bomdilaensis
Neoscona bomdilaensis là một loài nhện trong họ Araneidae.
Loài này thuộc chi Neoscona. Neoscona bomdilaensis được Biswamoy Biswas & Biswamoy Biswas miêu tả năm 2006.